# Christian Julius Schiede
Christian Julius Wilhelm Schiede (1798, Kassel - 1836, México) fue un botánico alemán.
Estudia ciencia natural y medicina en la Universidad de Berlín y en la Universidad de Göttingen, donde se doctora en 1825. Luego practica medicina en Kassel.
Explora y colecta en Centroamérica con Ferdinand Deppe (1794-1860) por varios años, en los 1820s.
En 1828-29, está en Veracruz, México, también con Deppe colectan Sabina deppeana. Varios botánicos posteriormente completan la taxonomía de Flora de México, con el inmenso herbario de estos botánicos.
La idea de esa sociedad de dos botánicos era autofinanciarse en América vendiendo las colecciones a los museos de Berlín y de Viena, pero el dinero obtenido era insuficiente para continuar las exploraciones, y Deppe y Schiede abandonan la empresa en 1830. Christian Schiede fallece en México en 1836 a los 38 años.
Los géneros botánicos de Schiedeella y de Schiedea fueron nombrados en su honor.
- La abreviatura «Schiede» se emplea para indicar a Christian Julius Schiede como autoridad en la descripción y clasificación científica de los vegetales.[1]